# Brucknerallee 39 (Mönchengladbach)

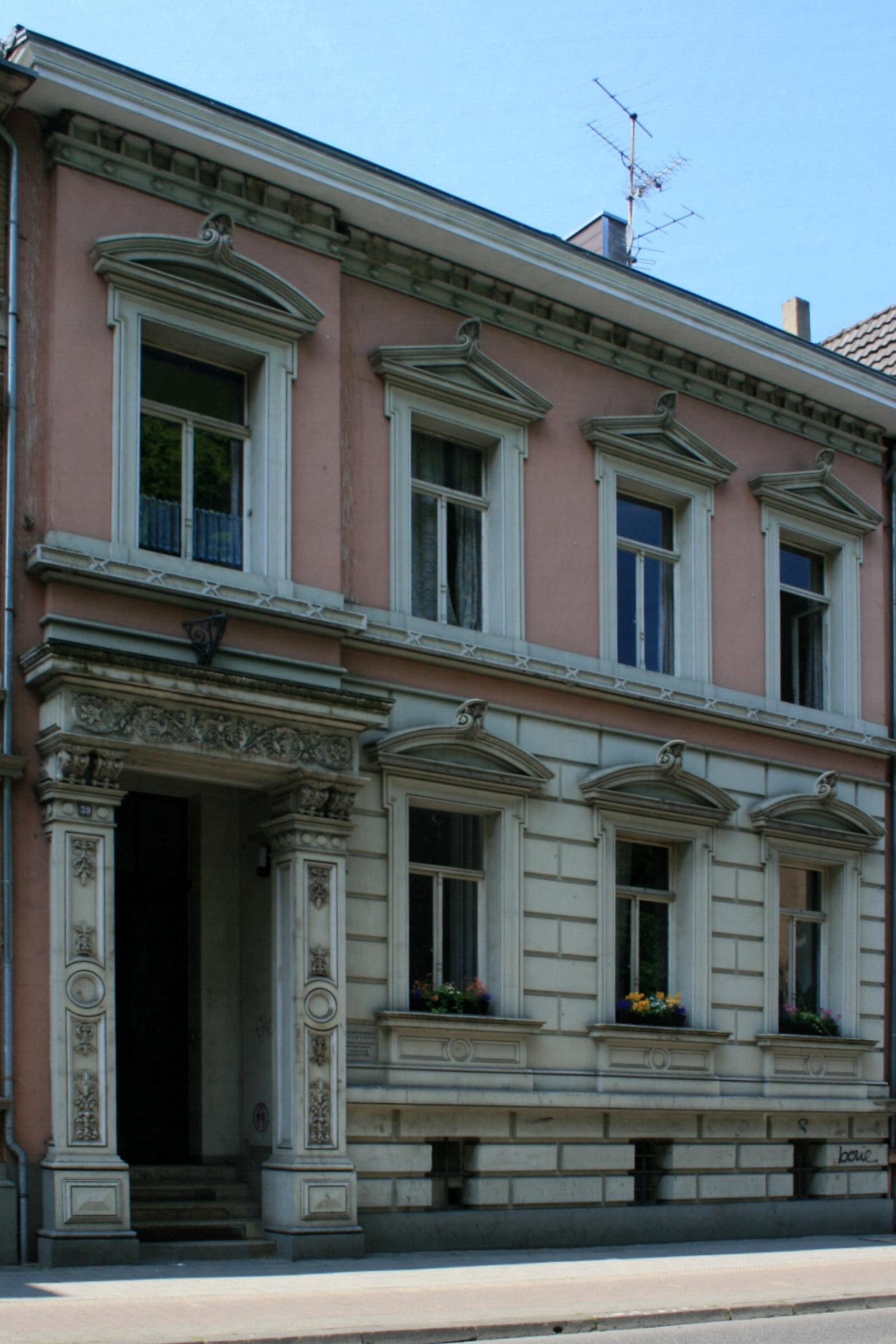
Wohnhaus (2010)

Das Wohnhaus Brucknerallee 39 steht im Stadtteil Rheydt in Mönchengladbach (Nordrhein-Westfalen).
Das Gebäude wurde 1890 erbaut. Es ist unter Nr. B 083 am 6. März 1989 in die Denkmalliste der Stadt Mönchengladbach eingetragen worden.

## Architektur
Das Haus wurde vierachsig, zweigeschossig und traufenständig mit Satteldach gedeckt erbaut. Das Kellergeschoss ist um drei Lichtöffnungen herum mit einer glattgestrichenen Quadergliederung versehen. Über einem Gesims erhebt sich das ähnlich gestaltete Erdgeschoss, jedoch durch weniger stark eingetiefte Fugen wirkt diese Wand flächiger. Drei mit Segmentgiebeln gekrönte Fenster gliedern die Fassade neben dem linksseitigen Eingang, der durch einen Risalit betont ist, der im Erdgeschoss wiederum mit historisierenden Elementen (Renaissance-Architrav, Régence-Pilaster) instrumentiert wurde.
Im zweiten Stockwerk wird über einem Gesims die glattverputzte Fassade von vier Fenstern gegliedert. Das Fenster im Eingangsrisalit ist mit einem Segmentgiebel, die drei übrigen Fenster mit einem Dreiecksgiebel geschmückt. Ein kräftiges, konsolengeschmücktes Dachgesims schließt die Fassade oben ab. 1913 wurde ein Wintergarten angebaut, 1927 das Dachgeschoss und die Gebäuderückseite baulich verändert.
Dieses schöne Beispiel spätklassizistischer Fassadengestaltung gehört zum ältesten erhaltenen Baubestand der Brucknerallee (Erste Bauphase) und ist deshalb aus stadt- und kunsthistorischen Gründen erhaltenswert.